# حمل تعاطفي
الحمل التعاطفي أو متلازمة نفاس البعل أو متلازمة كوفاد (بالإنجليزية: Couvade syndrome) هو شعور الشريك أو الزوج ببعض أعراض وآلام الحمل المطابقة للأعراض التي تمر بها الشريكة أو الزوجة الحامل. وهذه الأعراض غالبًا ما تشمل اكتساب بعض الوزن، وتغير مستويى الهرمونات والشعور بالغثيان في الصباح، واضطرابات النوم. وفي الحالات الأكثر شدة، يمكن أن تتضمن الأعراض آلام المخاض، واكتئاب ما بعد الولادة، ونزيف في الأنف.
لم يتم التعرف على متلازمة نفاس البعل كما متلازمة حقيقية من قبل العديد من المهنيين الطبيين. ويعتقد البعض أنها حالة نفسية، بينما يعتقد البعض الآخر أنها تحدث لأسباب بيولوجية تتعلق بالتغيرات الهرمونية.

## العلامات والأعراض
يمكن أن تشمل الأعراض التي يعاني منها الشريك أو الزوج آلامًا في المعدة، وآلامًا في الظهر، وعسر الهضم، وتغيرات في الشهية، وزيادة الوزن، وحب الشباب، والإسهال، والإمساك، والصداع، وألم الأسنان ، الرغبة الشديدة والغثيان وزيادة حجم الثدي، ونمو الثدي وتصلب الحلمة، والإفراط في شمع الأذن، والأرق. وقد أثبتت بعض الأبحاث وجود حوالي 35 عَرَض مختلف بما في ذلك اضطارابات الجهاز الهضمي، والجهاز البولي التناسلي، والجهاز التنفسي، والتشنجات، والأوجاع والآلام العامة.

## النظريات النفسية
تحاول بعض النظريات تفسير متلازمة نفاس البعل نفسيًا، فتُرجع النظريات سببها إلى قلق الزوج، وشعوره بالغيرة والمنافسة مع الجنين ، والتنافس مع الأم على الأبوة. ويعتقد أن الحمل التعاطفي غالبًا ما يكون أكثر شيوعًا في الظروف التي يكون فيها مرونة بين الجنسين أو في الظروف التي تكون فيها الأنثى هي الأكثر سيطرة.

## النظريات الفسيولوجية
تُرجع النظريات النفسية سبب متلازمة نفاس البعل إلى التغير في نسب الهرمونات، مثل هرمون البرولاكتين والكورتيزول، والإستراديول والتستوستيرون، وهو ما يحدث بدءًا من الثلث الأول من الحمل وحتى بعد الولادة بأسابيع.

## تاريخيًا
تعود تسمية هذه المجموعة من الأعراض بـ (نفاس البعل) إلى عام 1865, وذلك بواسطة إدوارد بيرنت تايلور وهو أنثروبولوجي إنكليزي.